# Tuczyn (gmina)
Tuczyn – dawna gmina wiejska istniejąca do 1939 roku w woj. wołyńskim (obecnie na Ukrainie). Siedzibą gminy był Tuczyn (Тучин)).
W okresie międzywojennym gmina Tuczyn należała do powiatu rówieńskiego w woj. wołyńskim. 12 grudnia 1933 roku do gminy Tuczyn przyłączono część obszaru gminy Buhryń, natomiast część obszaru gminy Tuczyn włączono do gmin Aleksandrja, Hoszcza i Równe.
Według stanu z dnia 4 stycznia 1936 roku gmina składała się z 45 gromad. Po wojnie obszar gminy Tuczyn wszedł w struktury administracyjne Związku Radzieckiego.
Zobacz też: gmina Tuszyn